# المسيحية في جيبوتي

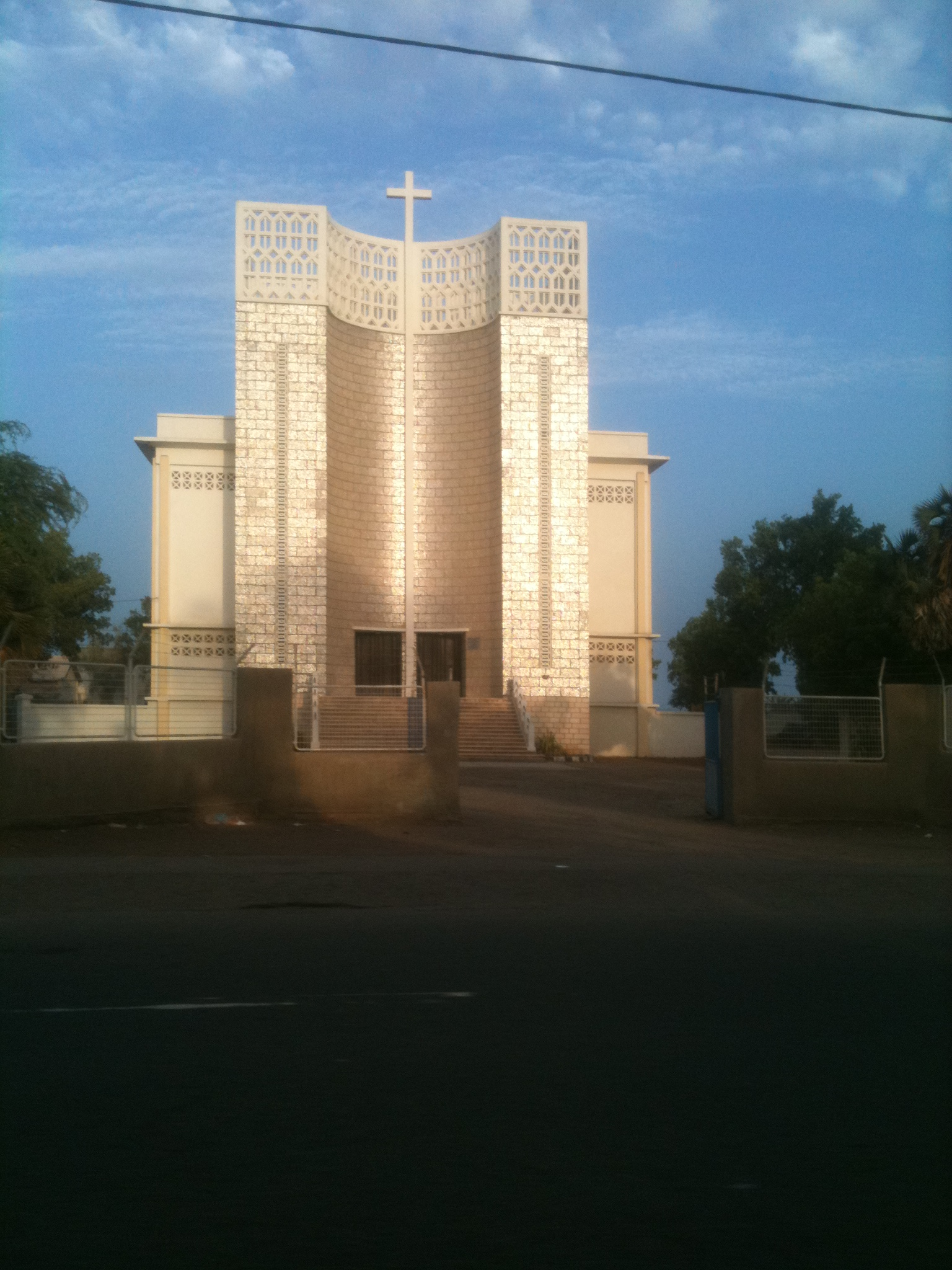
كاتدرائية الراعي الصالح الكاثوليكيَّة في مدينة جيبوتي.

تُشكّل المسيحية في جيبوتي ثاني أكثر الديانات انتشاراً بين السكان بعد الإسلام، وفقاً لتقديرات مركز بيو للأبحاث عام 2010 بلغت نسبة أتباع الديانة المسيحية حوالي 2.3% من السكان أي حوالي 20,000 شخص، في حين وفقًا لكتاب حقائق العالم عام 2013 بلغت نسبة أتباع الديانة المسيحية حوالي 6% من مجمل سكان جيبوتي أي حوالي 25,000 نسمة، ومعظم المسيحيين هم من أصول إثيوبية وأوروبيَّة. وينتمي معظم المسيحيين لكنيسة التوحيد الأرثوذكسية الإثيوبية أو الكنيسة الرومانية الكاثوليكية.
كانت الأراضي الجيبوتية جزء من دولة مسيحية قبطية قد تكونت على المرتفعات عرفت بالامبراطورية الحبشية.
ومع مجيء الإسلام، فقد كانت هذه الأراضي لقربها من الشرق إحدى أول المحطات لنشر الدين الجديد بين القرن الثامن والعاشر حيث شكلوا سلطنات وممالك إسلامية منها إمارة عدل. يعود تاريخ المسيحية الحديث في البلاد مع وصول الفرنسيين، الذين حصلوا على موطئ قدم في المنطقة عام 1883 والتي أصبحت تُسمى «أرض الصومال الفرنسية» في عام 1894. أرسلت الكنيسة الرومانية الكاثوليكية كاهنها الأول من الجزيرة العربية إلى جيبوتي عام 1883. وفي عام 1940 أسست الكنيسة الإصلاحية الفرنسيَّة أولى كنائسها في البلاد، كما أنشأت كنيسة التوحيد الأرثوذكسية الإثيوبية عدد من التجمعات الدينية في البلد. وتحظى الكنيسة الرومانية الكاثوليكية والبروتستانتية والإثيوبيَّة الأرثوذكسيَّة واليونانيَّة الأرثوذكسيَّة باعتراف الحكومة وتعمل بحرية في البلاد.
ينص دستور جيبوتي على حرية الدين، وذلك على الرغم من أنه ينص على أن الإسلام هو دين الدولة. هناك على الأرجح سجناء حاليين لأسباب دينية مثل اعتناق المسيحية. على الرغم من أن الموقف العام متسامح بين الأديان ومع المسيحية، الأ أنَّ تبشير المسلمين غير مسموح به، ويتعرض المتحولون من الإسلام إلى المسيحية للإضطهاد.[بحاجة لمصدر] أقل من 2% من الصوماليين في جيبوتي هم من المسيحيين، ولكن العديد من الإثيوبيين في جيبوتي هم من المسيحيين.

## الطوائف المسيحية

### الكنيسة الكاثوليكية

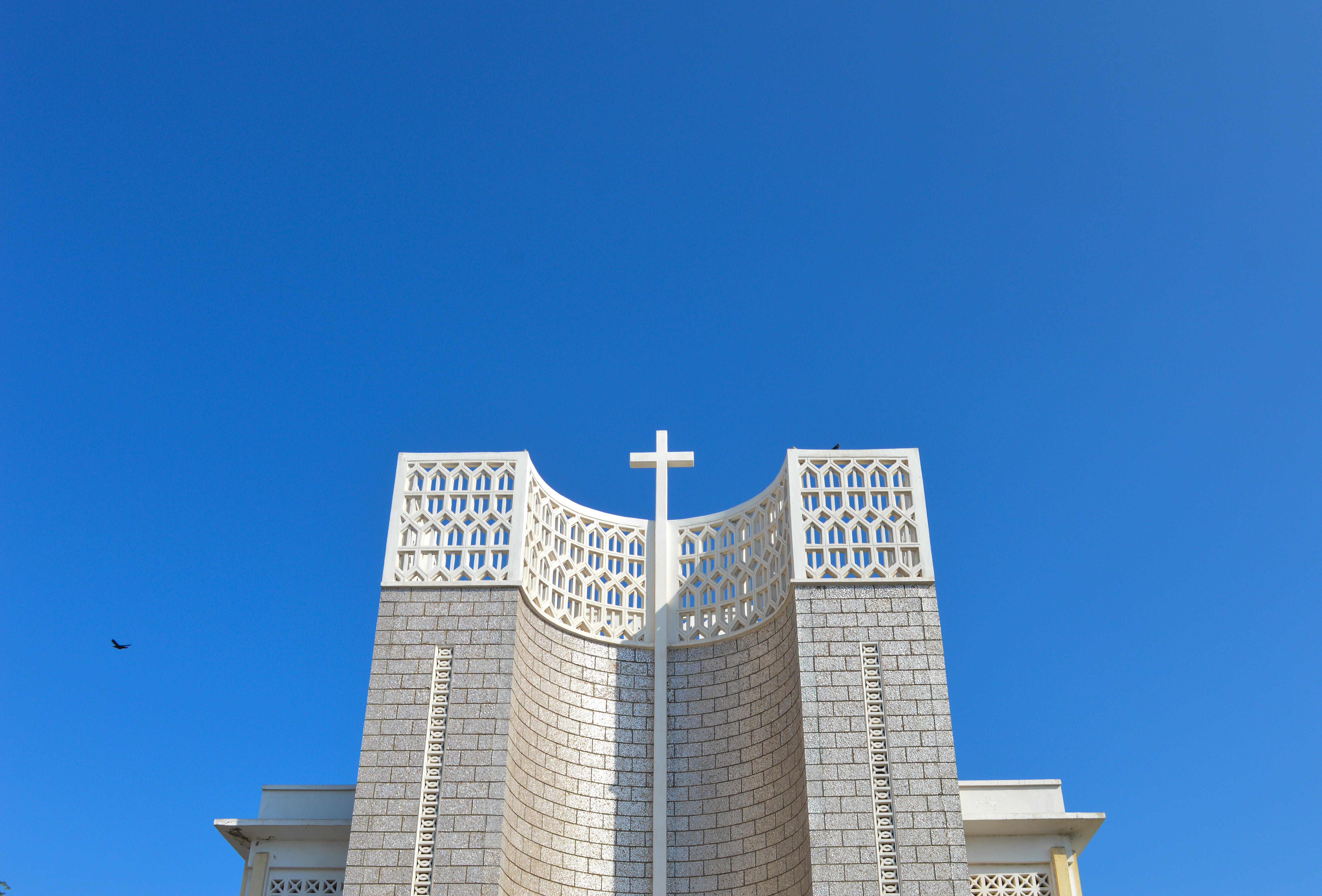
كاتدرائية الراعي الصالح الكاثوليكيَّة في مدينة جيبوتي.

الكنيسة الكاثوليكية الجيبوتيَّة هي جزء من الكنيسة الكاثوليكية العالمية في ظل القيادة الروحية للبابا في روما، تضم البلاد حاليًا بين 7,000 كاثوليكي، إلى حوالي 8,000 كاثوليكي منهم حوالي 300 شخص من السكان المحليين الجيبوتيين. تضم البلاد على أبرشية واحدة فقط وهي أبرشية جيبوتي، والتي تنقسم إلى خمسة رعايا. ويقع مركز الأبرشية في كاتدرائية سيدة سيدة الراعي الصالح في مدينة جيبوتي (بالفرنسيَّة: Cathédrale Notre-Dame du Bon-Pasteur de Djibouti). يُذكر أن جيبوتي تقيم علاقات دبلوماسية مع الفاتيكان.
لدى أبرشية جيبوتي خمسًا وعشرين راهبًا وخمسة كهنة. كما يوجد في العاصمة كاتدرائية كبيرة وكنيسة، بينما في بقية البلاد هناك أربع مؤسسات رسولية، لكل منها كنيسة خاصة بها. وتضم الكنيسة إثني عشر مدرسة كاثوليكية، والتي يدرس فيها ما مجموعه 3,500 طالبًا. والتي يرأسها موظفون كاثوليك، في حين أن معظم المدرسين هم من المسلمين. وبالإضافة إلى هذه المدارس، فإن الكنيسة تدير مشروعًا يدعى “المدرسة للجميع” مما يعطي الأطفال ذو الاحتياجات الخاصة التعليم المطلوب. ويشمل المشروع أيضًا مركز مهني ومراكز لمحو الأمية يلتحق بها العديد من الأشخاص الذين لا يستطيعون الالتحاق بمدارس أخرى إما لأنهم ينتمون لعائلات فقيرة جدًا، أو بسبب عمرهم المتقدم أو بسبب افتقارهم إلى الوثائق اللازمة.
في عام 1913 خلال الفترة المبكرة من الحقبة الإستعماريَّة، لم يكن هناك عمليًا أي مسيحي في الأراضي الصوماليَّة، مع حوالي 100 إلى 200 من الأتباع القادمين من المدارس ودور الأيتام التابعة إلى البعثات الكاثوليكية في محمية الصومال البريطاني. يعود تاريخ المسيحية الحديث في البلاد مع وصول الفرنسيين، الذين حصلوا على موطئ قدم في المنطقة عام 1883 والتي أصبحت تُسمى «أرض الصومال الفرنسية» في عام 1894. أرسلت الكنيسة الرومانية الكاثوليكية كاهنها الأول من شبه الجزيرة العربية إلى جيبوتي عام 1883.

### الطوائف المسيحية الأخرى

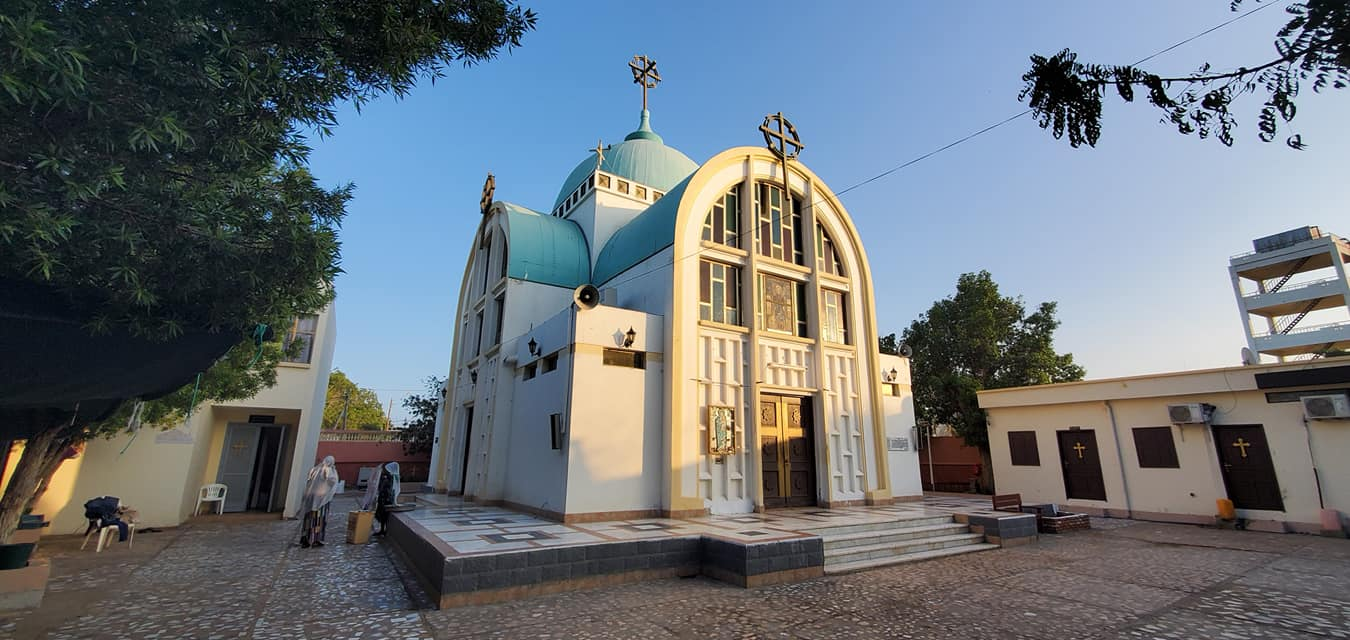
كنيسة إثيوبيَّة أرثوذكسيَّة في مدينة جيبوتي.

وفقًا للموسوعة المسيحية العالمية تضم البلاد على طائفة إثيوبيَّة أرثوذكسيَّة ويونانيَّة أرثوذكسيَّة وبروتستانتية وشهود يهوه. وتنشط البعثة المينوناتية في جيبوتي. وفقًا للموسوعة المسيحية العالمية هناك تواجد لمختلف المذاهب البروتستانتية في البلاد. توجد أبرشية جيبوتي تابعة الكنيسة الرسولية الجديدة. ويعود حضور كنيسة التوحيد الأرثوذكسية الإثيوبية في البلاد إلى أكثر من قرن، وهي إلى جانب الكنيسة الرومانية الكاثوليكية والبروتستانتية الكنائس الوحيدة المُعترف بها من قبل الحكومة. تبث الإذاعة والقنوات الفضائية المسيحيَّة في البلاد باللغة الفرنسية.
في عام 1940 أسست الكنيسة الإصلاحية الفرنسيَّة أولى كنائسها في البلاد، وتأسست الكنيسة البروتستانتية في جيبوتي في عام 1960، وهي نشطة في رعاية اللاجئين. جيبوتي هي مدرجة في المنطقة الأسقفي من الأبرشية الأنجليكانية في مصر، على الرغم من عدم وجود تجمعات حاليَّة في البلاد. التركيبة المسيحية في البلاد تتشكل من الاثيوبيين الذين فروا من بلادهم، والموظفين العاملين في القواعد العسكرية الذين يعيشون مع عائلاتهم، والسكان ذوي الأصول الفرنسيَّة وبعض الجيبوتيين المسلمين الذين تحولوا إلى المسيحية. تتعرض الأعداد الصغيرة من السكان المحليين الذين تحولوا إلى المسيحية للاضطهاد والنبذ من المجتمع وأسرهم.

## الأوضاع الاجتماعية

### الحرية الدينية

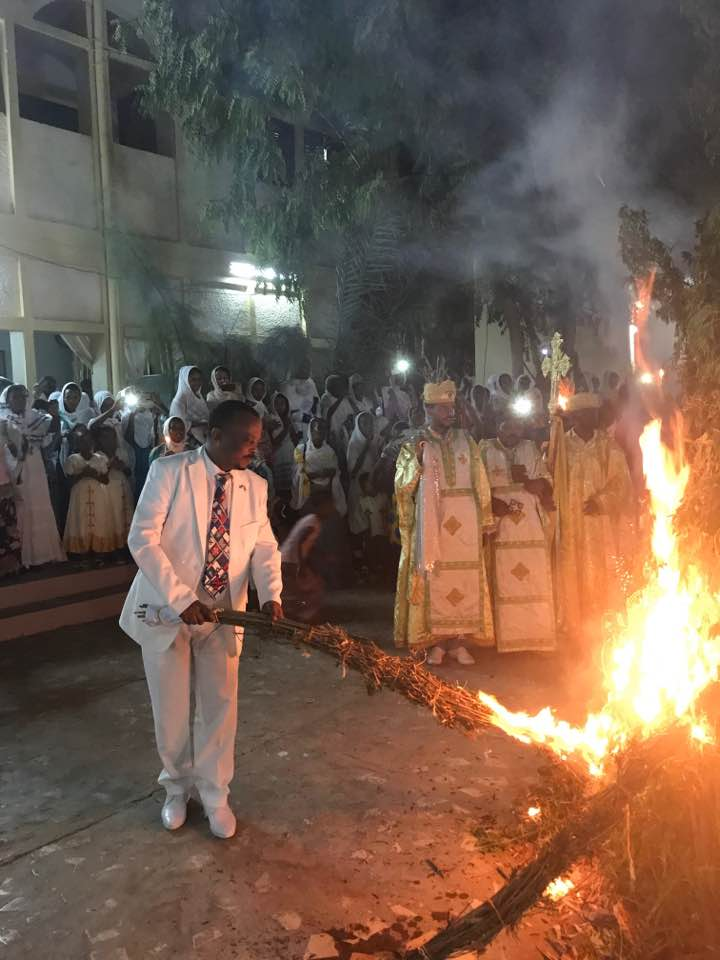
مسيحيون إثيوبيَون يحتفلون بعيد المسكل بباحة كنيسة القديس جاورجيوس الأرثوذكسيَّة في مدينة جيبوتي.

وفقاً لتقرير الحريات الدينية الصادر عن وزارة الخارجية الأمريكية عام 2018 واستناداً على شهادات للقادة المسيحيين في جيبوتي واصلت الحكومة السماح للكنائس الكاثوليكية والبروتستانتية والإثيوبيَّة الأرثوذكسيَّة واليونانيَّة الأرثوذكسيَّة بالعمل بحرية في البلاد. لا توجد جماعات مسيحية أخرى تُحظى باعتراف من الحكومة. ويُشير التقرير إلى أنَّ الحكومة دعمت تكلفة المرافق في ممتلكات الكنائس المسجلة، حيث أعتبر البعض ممتلكات الكنيسة جزءًا من التراث الوطني. الجماعات الدينية غير المسجلة لدى الحكومة، مثل الإثيوبيين البروتستانت تمارس شعائرها الدينية في الكنائس المسجلة لدى الحكومة. الجماعات الأصغر عدداً غير المسجلة لدى الحكومة، مثل شهود يهوه تمارس طقوسها بشكل خاص دون وقوع حوادث معادية لها.
وفقاً لتقرير الحريات الدينية الصادر عن وزارة الخارجية الأمريكية عام 2018 واصلت الحكومة السماح لعدد محدود من المسيحيين ببيع الكتب والمنشورات الدينية في محل لبيع الكتب في مدينة جيبوتي. في عام 2018 وافقت الحكومة على طلب المجتمع المسيحي لتخصيص قطعة أرض في ضواحي مدينة جيبوتي لبناء مقبرة مسيحية ثانية. لم تستجب الحكومة لطلب التحالف المسيحي المؤلف من مسيحيين كاثوليك وبروتستانت وإثيوبيين أرثوذكس بالإذن لبناء كنيسة مجاورة للمقبرة المسيحية الجديدة. وبحسب التقرير أفادت الجماعات المسيحية عن استمرار التمييز في التوظيف والتعليم ضد المتحولين إلى المسيحية الذين غيروا أسمائهم إلى أسماء ذات طابع مسيحي.
وفقاً لتقرير المفوضية السامية للأمم المتحدة لشؤون اللاجئين كانت هناك تقارير عن تزايد العداء المجتمعي تجاه غير المسلمين في السنوات الأخيرة، على الرغم من أن ممثلي مختلف المنظمات المسيحية وصفوا المسؤولين الحكوميين بأنهم «متسامحون ومحترمون». بالإضافة إلى ذلك، يشير التقرير إلى أن الجيبوتيين المسلمين لديهم «إلمام كبير» بالرومان الكاثوليك والمسيحيين الإثيوبيين الأرثوذكس، والذين يعود وجودهم في البلاد إلى قرابة قرن.

### المواقف تجاه المسيحية
بحسب مسح لمركز بيو للأبحاث نُشر عام 2013 يقول 23% من المسلمين الجيبوتيين إن جميع المسلمين في بلدهم، أو الكثير منهم، معادون للمسيحيين، وفقاً لمسح أجراه مركز بيو للأبحاث حول مسلمي العالم. ونحو 25% من تم استطلاع آرائهم من المسلمين في جيبوتي يقولون إن كل أو معظم أو كثير من المسيحيين معادون للمسلمين. وبحسب مركز بيو للأبحاث حوالي 30% من المسلمين الجيبوتيين يقولون إنهم يعرفون بعضًا أو كثيرًا عن المعتقدات المسيحية، ويقول حوالي 60% من المسلمين الجيبوتيين أنَّ المسيحية تختلف كثيراً عن الإسلام، بالمقارنة مع 29% منهم يقولون أنَّ للمسيحية الكثير من القواسم المشتركة مع الإسلام. وقال 22% المسلمين الجيبوتيين أنهم يشاركون في اجتماعات دينيَّة منظمة مع المسيحيين.